# Friedrich von Hahn (Beamter)
Friedrich Johann August Emanuel von Hahn (* 6. April 1861 in Darmstadt; † 7. Mai 1952 in Nieder-Ramstadt) war Kreisdirektor im Großherzogtum und anschließend im Volksstaat Hessen.

## Familie
Seine Eltern waren der Geheime Obersteuerrat Johann August Friedrich von Hahn (1828–1892) und Luise Karoline Adolfine Wilhelmine Anna (Johanna), geborene Rothe (1838–1919), Tochter des Großherzoglich-Hessischen Geheimen Finanzrats Heinrich Rothe (1794–1848) und dessen Frau Emma Rothe, einer Nichte von Karl Rothe (1840–1906), Hessischer Innenminister und Regierungschef. Die Familie war evangelisch.
Friedrich von Hahn heiratete 1895 Marie Struckmann (1874–1959), Tochter des Kaufmanns Gustav Struckmann in Bremen, und seiner Frau Luise, geborene Sastedt. Aus dieser Ehe gingen hervor:
- Friedrich Gustav (1896–1924), Oberleutnant
- Arthur Wilhelm (1905–1945 gefallen beim Volkssturm), Oberpostrat in Wien
- Walter Rudolf Bernhard (1909–1942, gefallen in Russland), Dr. phil., Lehramtsassessor[4]

## Karriere
Friedrich von Hahn studierte Rechtswissenschaft an den Universitäten Leipzig, Straßburg und Gießen und legte 1884 das erste Staatsexamen ab. Anschließend arbeitete er als Regierungsakzessist und bestand 1888 das zweite Staatsexamen. Noch im gleichen Jahr erhielt er eine bezahlte Stellung als Assessor beim Kreis Schotten. 1891 wechselte er zum Kreis Friedberg und wurde Amtmann, 1893 ging er weiter zum Kreis Darmstadt. 1898 erfolgte die Beförderung zum Regierungsrat. 1900 erhielt er die Stelle des Kreisrats des Kreises Oppenheim, 1904 wechselte er in gleicher Funktion zum Kreis Heppenheim. 1917 wurde er – wie alle Kreisräte im Großherzogtum – Kreisdirektor. Die Novemberrevolution und den Umbruch von der Monarchie zum Volksstaat Hessen überstand er im Amt. 1919 gab er die Stelle als Kreisdirektor auf und wurde Vorsitzender der Brandversicherungskammer Darmstadt. Über seinen Eintritt in den Ruhestand liegen unterschiedliche Daten vor: 1929 oder 1933.

## Weitere Engagements
- 1893 bis 1899 Vorsitzender des Schiedsgerichts für die Invaliditäts- und Altersversicherungs-Anstalt[11]
- Vorsitzender des Hessischen Roten Kreuzes[12]

## Ehrungen
- 1890 mit dem Vater geadelt[13]
- 1912 Geheimer Regierungsrat[14]
- 1913 Preußische Rote Kreuz-Medaille III. Klasse[15]